# 산청교통
산청교통(山淸交通)은 경상남도 산청군 산청읍에 본사를 둔 경상남도 산청군의 시내버스 회사이다.

## 연혁
- 1991년 10월 1일: 회사 설립

## 보유 차종
우진산전 아폴로 900, 현대 카운티와 자일대우 레스타로만 운행한다.